# Land Rover

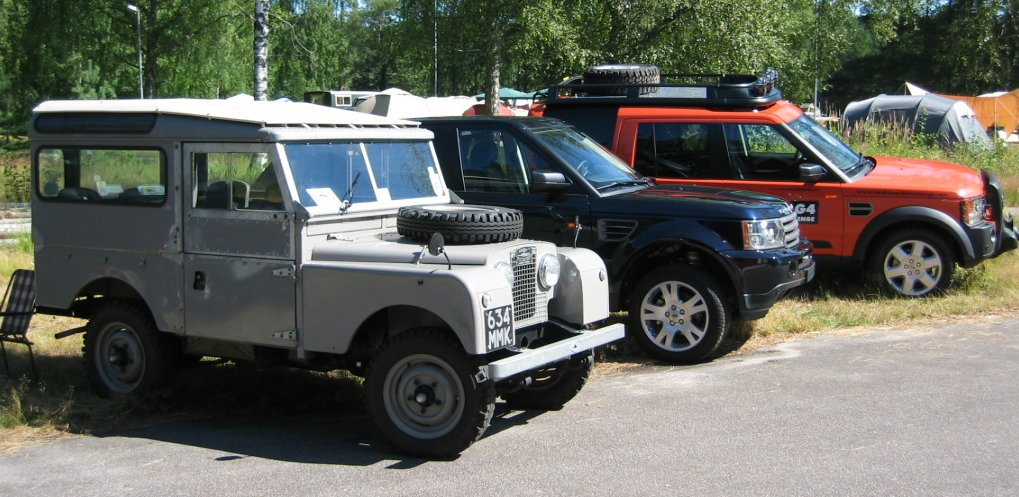
En Land Rover Series I, en Range Rover Sport (från 2005) och en Discovery (från 2005).

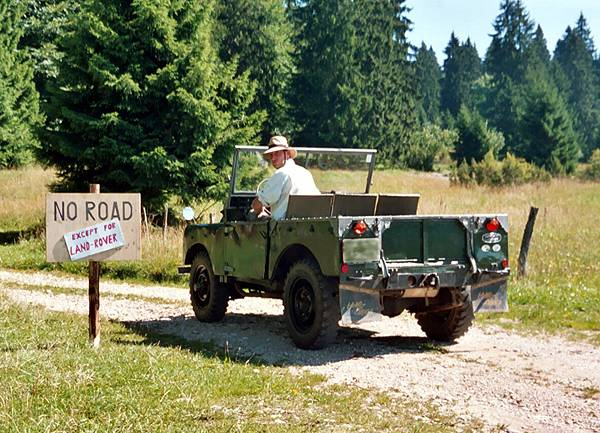
Landrover Series I från 1952.

Land Rover är ett bilmärke ägt av indiska Tata Motors. Land Rover lanserades 1948.
Land Rover slog igenom som britternas svar på den amerikanska jeepen. Den ursprungliga Land Rovern (idag kallad Defender) var en robust och stor fyrhjulsdriven bil som än idag, i vidareutvecklad version, används av bland annat det brittiska försvaret. Land Rovern förknippas även med safaris och svårframkomlig terräng över hela världen.

## Historik
Land Rover skapades av ingenjören Maurice Wilks som arbetade som teknisk direktör på Rover. På sitt lantställe använde han en amerikansk Jeep som amerikanarna lämnat kvar efter kriget. Därifrån fick han idén om att skapa en brittisk version som kunde användas i jordbruket. 1947 skapades en prototyp under beteckningen Land-Rover, ett namn som sedan levt kvar. Bolagets styrelse gav grönt ljus för en mindre serie. Vid samma tid var den ekonomiska situationen i Storbritannien ansträngd och regeringen uppmanande fordonsindustrin att ta fram bilar som kunde ge exportinkomster. Vid Amsterdams bilsalong 1948 presenterades den första Land Rovern. Land Rovern blev en stor framgång för företaget.
År 1958 följde en omarbetad version, Serie II, som 1971 följdes av Serie III och 1983 av modellerna 90 och 110. Land Rovern kom även att tillverkas på licens i flera länder, bland annat i Tyskland, Belgien och Spanien. I Belgien tillverkades Land Rover av Minerva för Belgiens armé under 1950-talet. I Spanien tillverkades 290 000 Land Rover av Santana åren 1959–1994. Modellen fick efterhand ökad konkurrens från modeller som Toyota Land Cruiser och Nissan Patrol, varpå bland annat servostyrning och permanent fyrhjulsdrift introducerades.
I början av 1970-talet, då företaget var en del av British Leyland, lanserades Range Rover, en lyxigare fyrhjulsdriven bil och en föregångare till dagens SUV:ar. Land Rover Discovery, som introducerades 1989, är en betydligt modernare terrängbil än den ursprungliga Land Rovern, med bättre komfort och större anpassning till stadskörning. Under 1990-talet lanserades också den mindre modellen Freelander.
År 1994 köptes företaget Rover av BMW, som ägde det till och med 2000. Därefter såldes det till Ford, med undantag för varumärket Mini (som BMW fortfarande 2021 äger). Ford köpte också Volvo Personvagnar.
Ford sålde 2008 Land Rover, tillsammans med Jaguar, till indiska Tata Motors.

## Bilmodeller
- Series I, II and III
- Range Rover

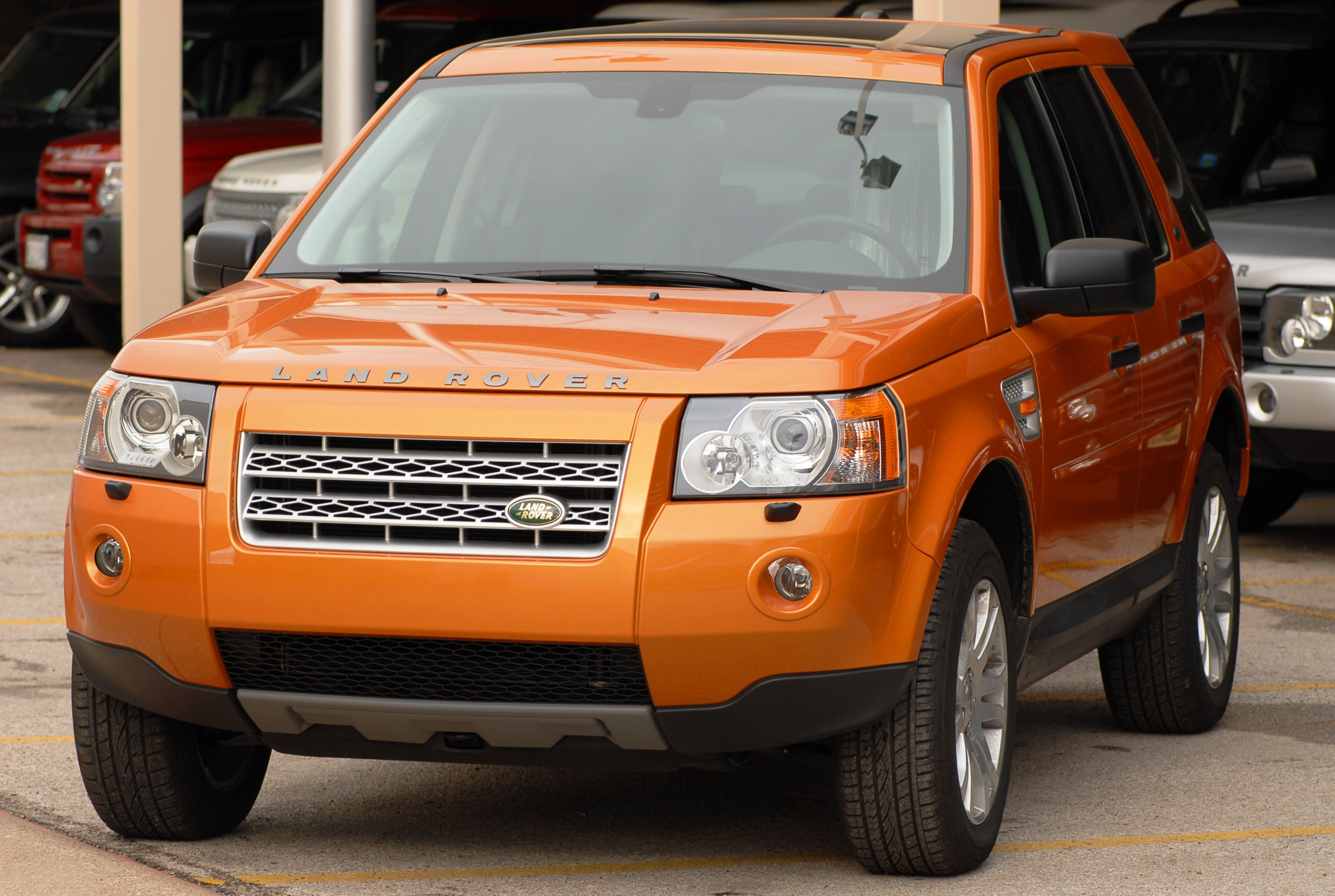
Land Rover Discovery
- Land Rover Freelander
- Land Rover Defender
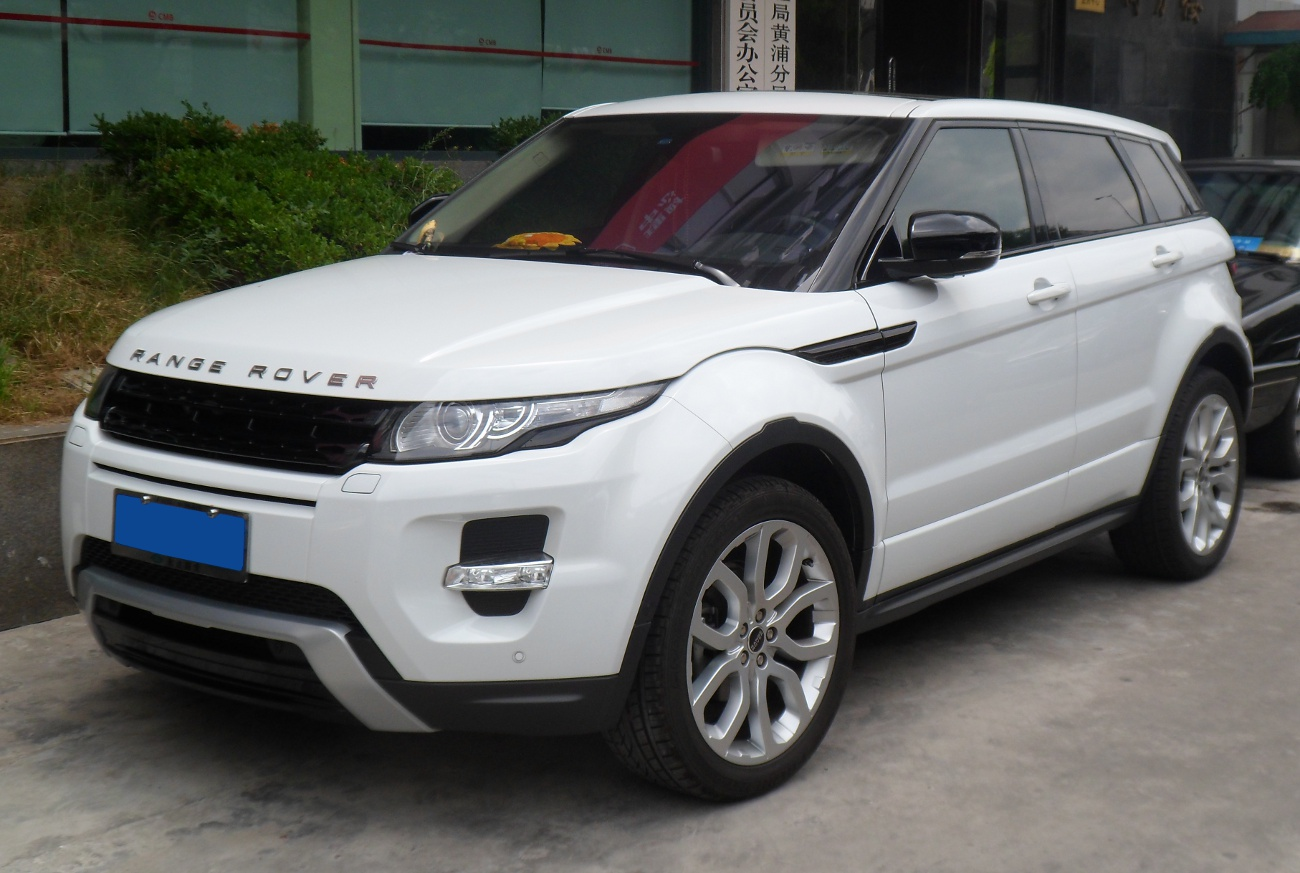
Range Rover Evoque
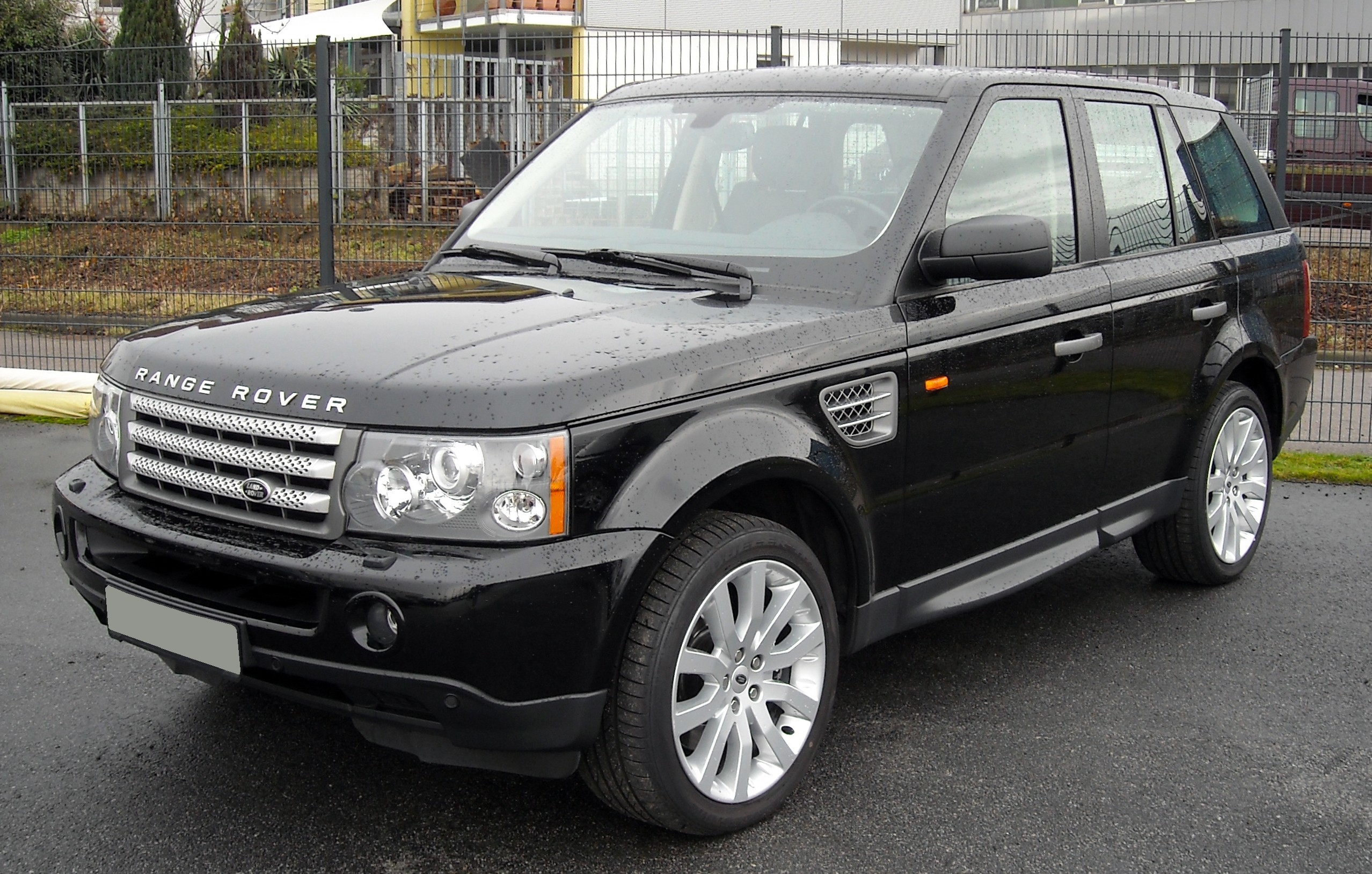
Range Rover Sport
- Range Rover Velar
- 101 Forward Control
- 1/2 ton Lightweight

- Land Rover Freelander
- Range Rover Evoque
- Range Rover Sport